# 田野優花
田野 優花（たの ゆうか、1997年〈平成9年〉3月7日 - ）は、日本の女優。女性アイドルグループ・AKB48の元メンバー。東京都出身。ワイケーエージェント所属。

## 略歴
2011年
- 2月20日、AKB48第12期研究生オーディションに合格。

2012年
- 3月24日、岩田華怜、加藤玲奈、川栄李奈、高橋朱里の4名とともにチーム4に昇格[2]。
- 5月から6月にかけて実施された『AKB48 27thシングル 選抜総選挙』では45位で、ネクストガールズに選ばれる[3]。
- 8月24日に開催された『AKB48 in TOKYO DOME 〜1830mの夢〜』初日公演において、チーム再編に伴うチームAへの異動とチーム4の消滅が発表される[4]。
- 11月1日、チームAに異動[5]。

2013年
- 4月18日、日本唐揚協会主催、第4回からあげグランプリ「ベストカラアゲニスト・アイドル部門」を受賞[6][7]。
- 5月から6月にかけて実施された『AKB48 32ndシングル 選抜総選挙』では38位となり、ネクストガールズに選ばれる[8]。
- 9月18日に日本武道館で開催された『AKB48 34thシングル選抜じゃんけん大会』では7位となり、自身初のシングル選抜メンバーとなる。

2014年
- 2月24日、Zepp DiverCityで開催された「AKB48グループ大組閣祭り」において、チームKへの異動が発表される[9]。
- 4月21日に行われたチームA「ウェイティング」公演の千秋楽が「横山チームA」として最終の劇場公演となる[10]。
- 5月7日、AKB48 チームK 7th Stage「RESET」公演の初日公演よりチームKメンバーとして劇場公演に出演[11]。
- 5月から6月にかけて実施された『AKB48 37thシングル 選抜総選挙』では45位となり、ネクストガールズに選ばれる[12]。
- 10月21日、宮本亜門演出のミュージカル『ウィズ〜オズの魔法使い〜』のAKB48グループ・メンバーオーディションにおいて、SNH48を除く全48グループのメンバーの希望者108人の中から、主人公のドロシー役に梅田彩佳（NMB48）とともに抜擢される[13]。
- 10月23日から26日にかけてCBGKシブゲキ!!にて上演された『トロイメライにさよなら』で舞台初出演にして初主演を務める[14]。

2015年
- 3月7日、AiiA CorporationがコンセプターにAKB48の総合プロデューサー秋元康を起用した新ブランド「レンアイケイカク (RENAI KEIKAKU) 」のイメージモデルに、ViVi専属モデルの宮城舞とともに起用される[15]。
- 5月から6月にかけて実施された『AKB48 41stシングル 選抜総選挙』では47位で、ネクストガールズに選ばれる[16]。

2017年
- 10月28日公開の『リンキング・ラブ』で、映画初出演にして初主演を務めた[17]。

2018年
- 3月15日にSHOWROOMの個人配信および自身のツイッターにてAKB48からの卒業を発表。追ってAKB48の公式ブログでもコメントが発表された[18][19]。
- 5月15日の峯岸チームK「最終ベルが鳴る」千秋楽公演を卒業公演として、8月12日の大握手会への参加を最後にAKB48メンバーとしての活動を終了[20][21]。
- 8月23日に芸能事務所セントラル（現:ワイケーエージェント）へ移籍[22]。

2025年
- 1月3日公開の映画『ぼくらのふしだら』で主演[23]。

## 人物
- ニックネームは、「たのちゃん」。
- 小学校4年生の時からダンスを始める[24]。
- AKB48在籍時の将来の目標は、「持ち前の運動神経を生かし、歌って踊ってアクションもできる女優になること」[24]。

## AKB48での参加楽曲

### シングル選抜楽曲
- 「風は吹いている」に収録 
  - 蕾たち - 「チーム4+研究生」名義
- 「GIVE ME FIVE!」に収録 
  - NEW SHIP - 「スペシャルガールズA」名義
- 「真夏のSounds good !」に収録 
  - 3つの涙 - 「スペシャルガールズ」名義
- 「ギンガムチェック」に収録 
  - ドレミファ音痴 - 「ネクストガールズ」名義
- 「UZA」に収録 
  - 次のSeason - 「アンダーガールズ」名義
  - 孤独な星空 - 「チームA」名義
- 「永遠プレッシャー」に収録 
  - 私たちのReason
- 「So long !」に収録 
  - Ruby - 「篠田Team A」名義
- 「さよならクロール」に収録 
  - バラの果実 - 「アンダーガールズ」名義
  - イキルコト - 「Team A」名義
- 「恋するフォーチュンクッキー」に収録 
  - 今度こそエクスタシー - 「ネクストガールズ」名義
- 「ハート・エレキ」に収録 
  - キスまでカウントダウン - 「Team A」名義
- 鈴懸の木の道で「君の微笑みを夢に見る」と言ってしまったら僕たちの関係はどう変わってしまうのか、僕なりに何日か考えた上でのやや気恥ずかしい結論のようなもの
- 「前しか向かねえ」に収録 
  - 秘密のダイアリー - 「Baby Elephants」名義
- 「ラブラドール・レトリバー」に収録 
  - 愛しきライバル - 「Team K」名義
- 「心のプラカード」に収録 
  - ひと夏の反抗期 - 「ネクストガールズ」名義
- 希望的リフレイン
  - 初めてのドライブ - 「Team K」名義
- 僕たちは戦わない
  - Summer side - 「セレクション16」名義
- 「ハロウィン・ナイト」に収録
  - 水の中の伝導率 - 「ネクストガールズ」名義
- 「唇にBe My Baby」に収録 
  - 君を君を君を… - 「次世代選抜」名義
  - マドンナの選択 - 「れなっち総選挙選抜」名義
  - お姉さんの独り言 - 「Team K」名義
- 「君はメロディー」に収録
  - LALALAメッセージ - 「AKB48次世代選抜」名義
- 「翼はいらない」に収録
  - 哀愁のトランペッター - 「Team K」名義
- 「ハイテンション」に収録
  - ハッピーエンド - 「レナッチーズ」名義
  - また あなたのことを考えてた - 「チームボーカル」名義
- 「願いごとの持ち腐れ」に収録
  - 点滅フェロモン
- 「11月のアンクレット」に収録
  - 予想外のストーリー - 「ボーカル選抜」名義

### アルバム選抜楽曲
『1830m』に収録 
- 直角Sunshine - 「チーム4」名義
- 青空よ 寂しくないか? - 「AKB48+SKE48+NMB48+HKT48」名義

『次の足跡』に収録 
- 確信がもてるもの - 「Team A」名義

『ここがロドスだ、ここで跳べ!』に収録
- Conveyor - 「Team K」名義
- ダウンタウンホテル100号室

『0と1の間』に収録
- 愛の使者 - 「Team K」名義
- 始まりの雪

『サムネイル』に収録
- だから君が好きなのか

『僕たちは、あの日の夜明けを知っている』に収録
- Mystery Line

### 劇場公演ユニット曲
チームA 6th Stage「目撃者」
- ミニスカートの妖精（前座ガールズ）
- 愛しさのアクセル（高橋みなみのユニットアンダー）

チームK 6th Stage「RESET」
- 檸檬の年頃（前座ガールズ）
- 心の端のソファー（大島優子のユニットアンダー）

チームB 5th Stage「シアターの女神」
- ロマンスかくれんぼ（前座ガール）
- 初恋よ こんにちは（渡辺麻友のユニットアンダー）
- 嵐の夜には（佐藤夏希のユニットアンダー）

大場チーム4「僕の太陽」公演
- 愛しさのdefense
- 僕とジュリエットとジェットコースター（阿部マリアのユニットアンダー）
- アイドルなんて呼ばないで（加藤玲奈のユニットアンダー）

横山チームA ウェイティング公演
- スカート、ひらり
- ガラスの I LOVE YOU
- 雨のピアニスト（高橋みなみのユニットアンダー）
- 抱きしめられたら
- 残念少女（川栄李奈のユニットアンダー）

横山チームK「RESET」公演
- 制服レジスタンス
- 心の端のソファー（小嶋真子のユニットアンダー）
- 逆転王子様（松井珠理奈のユニットアンダー）
- 奇跡は間に合わない（兒玉遥のユニットアンダー）

春風亭小朝「イブはアダムの肋骨」公演
- 雨のピアニスト（チームS 2nd Stage「手をつなぎながら」、松井玲奈のポジション）
- 黒い天使（チームA 5th Stage「恋愛禁止条例」、藤江れいなのポジション）

峯岸ームK「最終ベルが鳴る」公演
- ごめんね ジュエル

## 作品

### 参加作品
- トロイメライにさよなら（2014年、作詞：月丘りあ子、作曲・編曲：近藤圭一、「トロイメライ」名義）

## 出演

### 舞台
- トロイメライにさよなら（2014年10月23日 - 26日、CBGKシブゲキ!!） - 主演・小川ゆりか 役[14]
- スーパー・ソウルフル・ミュージカル『ウィズ〜オズの魔法使い〜』（2015年3月8日 - 21日、東京国際フォーラム ホールC / 4月4日、梅田芸術劇場メインホール / 4月18日・19日、愛知県芸術劇場 大ホール / 4月25日、キャナルシティ劇場） - 主演・ドロシー 役（梅田彩佳とのダブルキャスト）[25][26]
- マジすか学園 〜京都・血風修学旅行〜（2015年5月14日 - 19日、AiiA 2.5 Theater Tokyo） - ガッツ 役[27]
- ミュージカル『DNA-SHARAKU』（2016年1月10日 - 24日、新国立劇場 中劇場 / 1月28日 - 31日、シアターBRAVA! / 2月6日 - 7日、キャナルシティ劇場） - 白崎れもん 役[28][29]
- マジすか学園 〜Lost In The SuperMarket〜（2016年7月25日 - 8月5日、赤坂ACTシアター） - ウヴァル 役[30][31]
- リーディングシアター「恋工場」（2016年9月18日、ベルサール渋谷ガーデン Cホール）[32]
- BROADWAY MUSICAL『きみはいい人、チャーリー・ブラウン』（2017年4月9日 - 25日、シアタークリエ / 4月29日、キャナルシティ劇場 / 5月6日 - 7日、サンケイホールブリーゼ / 5月9日 - 10日、日本特殊陶業市民会館 ビレッジホール） - サリー・ブラウン 役[33][34]
- ORIGINAL MUSICAL『THE CIRCUS!』-EPISODE1 The Core-（2017年9月24日 - 10月15日、よみうり大手町ホール / 10月18日、刈谷市総合文化センター 大ホール / 10月20日 - 23日、サンケイホールブリーゼ / 10月24日、福岡市民会館） - ナディア・ハスキル 役[35]
- シアタークリエ10周年記念コンサート『TENTH』（2018年1月16日・20日、シアタークリエ）[36][37]
- ORIGINAL MUSICAL『THE CIRCUS!』-EPISODE2 Separation-（2018年6月17日 - 7月1日、よみうり大手町ホール / 7月3日、やまと芸術文化ホールメインホール / 7月5日 - 8日、サンケイホールブリーゼ / 7月10日、青少年文化センター アートピアホール / 7月12日・13日、ももちパレス） - ナディア・ハスキル 役[38]
- 音楽朗読劇『ヘブンズ・レコード ～青空篇～ 』（2018年10月10日 - 12日、有楽町よみうりホール / 10月18日 - 21日、神戸新聞松方ホール）[39]
- ダンスカンタービレ 2018 Mori Shingo & 8Foxy Girls（2018年12月12日 - 16日、博品館劇場）[40][41]
- サステナクリエーションファミリー『SINGULAR～シンギュラ～』（2019年2月14日 - 17日、全労済ホール/スペース・ゼロ） - 主演・ハート 役[42]
- SPECTACLE STAGE『W'z《ウィズ》』（2019年4月10日 - 14日、シアターサンモール） - ハナ / 美原華 役[43][44]
- “一騎討ちProject” produce by 清水一輝『吼える』（2019年5月1日 - 5日、CBGKシブゲキ!! / 5月10日 - 12日、ABCホール） - 一葉 役
- 爆走おとな小学生 Otona Project 第24弾 第10回全校集会『初等教育ロイヤル』（2019年6月20日 - 23日、ABCホール〈大阪公演〉） - 山田さん 役
- 13月の女の子（2019年6月28日 - 7月7日、新宿シアターモリエール） - 穴森一穂 役〈Bチーム〉[45]
- ORIGINAL MUSICAL『THE CIRCUS!』-EPISODE FINAL-（2019年9月13日、新宿文化センター 大ホール / 9月15日、黒部市国際文化センターコラーレ カーターホール / 9月16日、刈谷市総合文化センター 大ホール / 9月18日・19日、森ノ宮ピロティホール / 9月21日 - 29日、新国立劇場 中劇場 / 10月2日、やまと芸術文化ホール メインホール） - ナディア・ハスキル 役[46]
- プラザ・スイート 第1幕『ママロネックの客～真冬の午後』・第3幕『フォレスト・ヒルズの客～6月土曜日のアフタヌーン』（2019年10月24日 - 27日、六本木トリコロールシアター）[47]
- ミュージカル『信長の野望-炎舞-』再演（2020年1月18日 - 22日、IMAホール） - 森蘭丸 役[48]
- 7BOX『クイーンズ・スケッチ』（2020年9月16日 - 24日、CBGKシブゲキ!!） - モンロー（樫宮豊潤） 役〈Reverseチーム〉[49]
- □字ック 第14回本公演 旗揚げ10周年企画『タイトル、拒絶』（2021年2月4日 - 10日、本多劇場） - リユ 役[50]
- ミュージカル『ジェイミー』（2021年8月8日 - 29日、東京建物 Brillia HALL / 9月4日 - 12日、新歌舞伎座 / 9月25日・26日、愛知県芸術劇場 大ホール） - ヴィッキー 役[51][52]
- ミュージカル『えんとつ町のプペル』（2021年11月14日 - 28日、東京キネマ倶楽部） - レベッカ 役[53]
- 辻村深月シアター『かがみの孤城』 / 『ぼくのメジャースプーン』（2022年5月25日 - 29日[注 1][54]、サンシャイン劇場 / 6月4日、新潟市民芸術文化会館） - 主演・安西こころ / あーちゃん 役[55][54]
- ミュージカル『ピーター・パン』（2022年7月23日・24日[注 2]、東京国際フォーラム ホールC / 8月13日・14日、梅田芸術劇場 メインホール） - タイガー・リリー 役[57][58]
- TAIYO MAGIC FILM 第15回本公演『センチュリープラント2022』（2022年11月23日 - 27日、シアターサンモール） - 智枝 役[59]
- カッコウの雛に陽は当たる（2023年1月18日 - 22日、シアターグリーン BOX in BOX THEATER） - 田中風愛 役[60]
- NAPPOS PRODUCE『嵐になるまで待って』（2023年7月22日 - 30日、サンシャイン劇場） - 主演・ユーリ 役[61]
- ミュージカル『スライス・オブ・サタデーナイト』（2023年11月13日 - 19日、有楽町よみうりホール / 11月21日 - 23日、松下IMPホール/ 11月28日・29日、電力ホール） - ペニー 役[62]
- 『ROCK MUSICAL BLEACH』 - 朽木ルキア 役
  - 〜Arrancar the Beginning〜（2024年5月12日 - 26日、天王洲 銀河劇場 / 5月31日 - 6月2日、COOL JAPAN PARK OSAKA WWホール）[63]
  - 〜Arrancar the Final〜（2025年2月8日 - 24日、天王洲 銀河劇場 / 3月1日 - 9日、COOL JAPAN PARK OSAKA WWホール）[64]
- 『ヒプノシスマイク -Division Rap Battle-』Rule the Stage -Renegades of Female-（2024年7月4日 - 15日、品川プリンスホテル クラブeX / 7月25日 - 28日、松下IMPホール） - 舞台オリジナルキャラクター・ツクヨミ 役[65]
  - 『ヒプノシスマイク -Division Rap Battle-』Rule the Stage -Ideal and Reality-（2025年9月4日 - 23日、品川プリンスホテル クラブeX）[66][67]
- 舞台『日本三國』（2025年7月25日 - 8月3日、シアターH） - 東町小紀 役[68]

### 映画
- リンキング・ラブ（2017年10月28日、BS-TBS） - 主演・真塩美唯 役[69][70]
- 13月の女の子（2020年8月15日、チーズfilm） - 青砥景 役[71][72]
- 近江商人、走る!（2022年12月30日、ラビットハウス）- お仙 役[73][74]
- ぼくらのふしだら（2025年1月3日、フルモテルモ） - 主演・結城美菜実 役[23]

### テレビドラマ
- マジすか学園3（2012年9月8日・9月15日、テレビ東京） - 女囚 役
- So long ! 第1話（2013年2月12日、日本テレビ） - 井上真子 役
- マジすか学園5（2015年8月25日、日本テレビ）[注 3] - アモン 役[76]
- Grave（2019年5月27日 - 6月17日、千葉テレビ） - 主演[注 4][77]
- 純喫茶に恋をして 第21話「西原珈琲店」篇（2022年4月3日、フジテレビTWO / TWOスマート） - レンカ 役[78][79]

### ドキュメンタリー
- AKB48裏ストーリー 田野優花17歳、涙の理由（2014年11月23日、TBS / 完全版：2015年12月13日、TBSチャンネル1）[80][81]
- AKB48主演!宮本亜門ミュージカル「ウィズ」完全密着SP（2015年3月1日、日本テレビ）[82]
- BSテレ東開局20周年記念特別企画「浮世絵FIVE!!～世界を変えた5人の絵師たち～」（2020年8月30日、BSテレ東）[83]

### ラジオ
- リッスン? 2-3（2015年9月度・2016年11月度、文化放送） - 月間パーソナリティー

### CM・広告
- RENAI KEIKAKU イメージモデル（2015年3月 - 、アイアコーポレーション）[84]
- CPFU/Champion Physical Fitness Uniform『CPFU the Dance/Yuuka Tano with TRIQSTAR』（2016年、チャンピオン）[85][86][87]
- スカルプD 目元美容液シリーズ「かわいく♡まつ育♡キャンペーン」（2018年2月22日 - 、ベル / アンファー）[88]
- EFFECTEN 2019 A/Wコレクション『BLANK GENERATION』レディースモデル（2019年8月 - ）[89]

### ネット配信
- AKB48裏ストーリー 田野優花17歳、涙の理由 完全版（2014年12月10日、TBSオンデマンド）[90]
- マジすか学園5（2015年8月25日 - 10月27日、Hulu）[注 3] - アモン 役[76]
- AKBホラーナイト アドレナリンの夜 第10話「ドライブ」（2015年11月5日、ビデオパス・テレ朝動画） - 主演・由加理 役[91]
- AKBラブナイト 恋工場 第28話「観覧車のジンクス」（2016年7月28日、ビデオパス・テレ朝動画） - 主演・友美 役[92]
- CROW'S BLOOD Episode 6（2016年8月27日、Hulu） - 感染生徒 役
- 近いようで遠くって supported by ガトウ専科（2019年7月29日 - 8月19日、全10話、ミオヤマザキオフィシャルTwitter） - 主演・横井由那 役[93]
- 令和2年オンライン飲み会やってみた（2020年5月30日 - 8月10日、全10話、style office公式YouTubeチャンネル） - テンちん 役[94]
- 愛の掛け惨（2024年4月15日、BUMP） - 赤井れもん 役[95]
- ライブストリーミング演劇「エスケープフロムライブラリー」（2024年10月19日、Streaming+）[96]

### ミュージック・ビデオ
- AKB48「走れ!ペンギン」（2013年）[注 5]
- 大橋トリオ「S・M・I・L・E・S (Lyric Video) 」（2018年）
- osage「ハレモヨウ」（2021年）[97]

### ランウェイ
- Rakuten GirlsAward 2023 AUTUMN/WINTER（2023年9月30日、幕張メッセ）[98]

### イベント
- FM Fujioka ミュージカル・トーク&ライブ "ON&OFF"（2019年10月4日・5日、TIAT SKY HALL 羽田空港国際線旅客ターミナル） - ゲスト[99][100]
- ソロ写真展「scamp」（2019年11月23日 - 12月1日、水天宮ギャラリー）[101]
- 『ヒプノシスマイク -Division Rap Battle-』Rule the Stage《Hypnosis Delight Fes.》（2025年10月25日・26日〈予定〉、Kanadevia Hall） - 天都己一香 役[102]

## 書籍

### 写真集
- AKB48れなっち総選挙選抜写真集 16colors（2017年1月31日、徳間書店、撮影：LUCKMAN・佐藤佑一 ISBN 978-4198642891）[103]

### カレンダー
- 卓上 田野優花 2013年カレンダー（2012年12月7日、ハゴロモ）
- 卓上 田野優花 2014年カレンダー（2013年12月6日、ハゴロモ）
- 卓上 田野優花 2015年カレンダー（2014年12月6日、ハゴロモ）

### コラム連載
- マッスルコラボ・田野優花(AKB48)×（2015年8月 ‐ 2016年2月、白夜書房「BRODY」vol.1‐4掲載）